# 첨단초등학교
첨단초등학교는 대한민국 광주광역시 광산구 월계동에 있는 초등학교이다.

## 연혁
- 2003년 2월 28일 첨단초등학교 설립 조례안 통과
- 2003년 3월 1일 첨단초등학교 개설(36학급 편성)
- 2003년 6월 7일 첨단초등학교 개교
- 2004년 5월 1일 봉산초등학교 분리(630명: 37학급 편성)
- 2019년 3월 1일제7대 이향숙 교장 취임
- 2020년 1월 7일 제17회 졸업식 (계: 101명, 총 2764명)
- 2020년 3월 1일 19학급 편성(특수학급 1포함)
- 2021년 1월 14일 제18회 졸업식 83명 졸업(총 2,847명)
- 2021년 3월 1일 19학급 편성(특수학급 1포함)

## 학교 상징
- 교화 - 백목련 : 밝은 마음
- 교목 - 소나무 : 씩씩한 기상
- 교색 - 파랑 : 푸른 꿈

## 참고 자료
- 첨단초등학교 - 한국교육학술정보원 학교알리미